# Charles Augustus Young
Charles Augustus Young (Hanover, New Hampshire, 15. prosinca 1834. – Hanover, New Hampshire, 4. siječnja 1908.), jedan od prvih solarnih astronoma spektroskopista u SAD. 
Promatrao je pomrčine Sunca i radio na spektroskopiji Sunca. Promatrao je 3. kolovoza 1872. godine sunčeve baklje spektroskopom te također zabilježio da se podudaraju s magnetskim olujama na Zemlji.
Završio je višu školu Dartmouth, na kojoj je poslije postao profesorom. U toj je školi radio od 1865. do 1877. godine kad je otišao raditi na Sveučilište Princeton.
Postao je uspješni obrazovatelj. Pisao je o omiljenim astronomskim temama. Njegovi su udžbenici bili u širokoj uporabi, među ostalim Manual of Astronomy.  Mnogo godina poslije, skupina trojice astronoma, Henry Norris Russell, Raymond Smith Dugan i John Quincy Stewart, napisala je svoj udžbenik u dva sveska. Priznanje su odali Youngu nazvavši svoj uradak proširenjem Youngova priručnika Astronomy: A Revision of Young’s Manual of Astronomy.
Young je otkrio NGC 6187. Među zanimljiva Youngova otkrića je koronij, krivo identificirani kemijski element, poslije nazvan newtonij. Hipoteza o novom elementu je 1869. nastala od 530,3 nm zelena emisijska crta u kruninom spektru. Suautor hipoteze je William Harkness. Tek 1930-ih prepoznato (Walter Grotrian, Bengt Edlén) je da se radi o visoko ioniziranom željezu, a ne o novom elementu. Pisao je o međuplanetnoj tvari, kanalima na Marsu prijelazu Zemlje gledano s Marsa, pokušavao je izmjeriti spljoštenost (polarnu kompresiju) Marsa tijekom prijelaza 1879. i dr.
Član uredništva The Astrophysical Journala. 
1883. je godine bio predsjednik Američkog udruženja za napredak znanosti (American Association for the Advancement of Science, AAAS). 
Njemu u čast nazvan je mali planet 2165 Young (1956 RJ), brod klase Liberty SS Charles A. Young, porinut prosinca 1943. godine.
Dobio je Young Janssenovu medalju Francuske akademije znanosti. (1890)
Umro je od upale pluća nakon kratkog bolovanja u svom domu u Hanoveru u New Hampshireu 4. siječnja 1908. godine. 

## Galerija
- Spomen-ploča jednom od Youngovih otkrića.

## Drugi projekti
- Charles Augustus Young
- The New Student's Reference Work/Young, Charles Augustus